# ترشپول
ترشپول (به لهستانی:  Tereszpol) یک روستا در لهستان است که در گمینا ترشپول واقع شده‌است. ترشپول ۱٬۱۵۷ نفر جمعیت دارد.